# Lillo (Disney)
Lillo (in originale Scamp, conosciuto in italiano anche come Zampa) è un personaggio immaginario della Disney, apparso per la prima volta nel finale del classico Disney del 1955 Lilli e il vagabondo  come figlio dei due protagonisti. Successivamente è stato protagonista di una serie di storie a fumetti pubblicate dal 1955 al 1988 e del film di animazione del 2001 Lilli e il vagabondo II - Il cucciolo ribelle, sequel del classico Disney.

## Storia editoriale
Nella scena finale del film, i cani hanno una cucciolata, tra cui tre femmine che assomigliano a Lilli, e un maschio irrequieto che assomiglia al padre. I cuccioli non sono nominati nel film e appaiono solo in una scena, ma poi la King Features Syndicate produsse una striscia a fumetti pochi mesi dopo l'uscita del film, con protagonista il cucciolo maschio.
La serie a strisce giornaliere venne pubblicata per più di 30 anni, dal 31 ottobre 1955 al 25 giugno 1988; la serie di tavole domenicali esordì pochi mesi dopo, il 15 gennaio 1956.
Per i primi otto mesi la serie venne scritta da Ward Greene, autore e curatore editoriale della King Features Syndicate, il cui cortometraggio del 1945, Happy Dan, the Cynical Dog, contribuì allo sviluppo della trama di Lilli e il vagabondo. Lo storico della Disney Jim Fanning osserva che Scamp è probabilmente "l'unica striscia scritta dall'autore originale dell'opera da cui è nata". Greene insieme al disegnatore Dick Moores realizzarono la serie caratterizzandola da una certa continuity ma meno di un anno dopo, vennero sostituiti da nuovi autori che realizzarono la serie come tavole e strisce auto-conclusive.
Nella striscia, il personaggio vive nel cortile di casa di Gianni Caro e Tesoro con sua madre, il padre, due sorelle di nome Fluffy e Ruffy e un fratello chiamato Scooter. La famiglia è spesso visitata dai loro amici canini, Whisky lo scottish terrier, Fido il segugio, Boris, Bull, Pedro il chihuahua e Gilda. Nelle prime sequenze, gli umani apparivano nella striscia, ma quando divennero auto conclusive, l'unico essere umano ad apparire regolarmente era Albert, un ragazzino che era considerato il padrone di Scamp. Altri animali che appaiono nella striscia includono Squeeky il topo, Tiny il bassotto, Cheeps l'uccellino, Shakey lo scoiattolo, Quacky il papero e Bloopy il bulldog.
Come fumetto in formato comic book il personaggio esordì nella serie Four Color, n. 703, edito dalla Dell Comics nel maggio 1956; seguì una serie dedicata pubblicata per 16 numeri fino a dicembre 1960. Una seconda serie venne poi pubblicata da Gold Key Comics nel 1967 per 45 numeri edita fino a gennaio 1979.
In Italia le storie di Lillo sono state regolarmente pubblicate su Topolino e il personaggio è apparso anche su alcune copertine (n.1055, n.1110). Inoltre, il personaggio è stato protagonista di alcune storie inedite su Amici di Zampa, rivista pubblicata a cadenza mensile verso la fine degli anni 90 (il primo numero uscì nel mese di maggio 1997) e incentrata, in generale, sulla natura e sugli animali.

## Filmografia
Oltre al film d'esordio, il personaggio, rinominato Zampa nell'edizione italiana, è stato protagonista nel 2001 del lungometraggio animato Lilli e il vagabondo II - Il cucciolo ribelle, prodotto da Walt Disney Television Animation.